# Vittaria scabrida
Vittaria scabrida là một loài dương xỉ trong họ Pteridaceae. Loài này được Klotzsch ex Fée mô tả khoa học đầu tiên năm 1851.